# Episodi di Post Mortem - Segreti dall'aldilà (prima stagione)
| nº | Titolo originale  | Titolo italiano      | Prima TV Germania | Prima TV Italia |
| -- | ----------------- | -------------------- | ----------------- | --------------- |
| 1  | Familiengrab      | Fantasmi dal passato | 18 gennaio 2007   | 21 luglio 2008  |
| 2  | Das Geständnis    | La confessione       | 25 gennaio 2007   | 21 luglio 2008  |
| 3  | Amok              | Furia omicida        | 1º febbraio 2007  | 28 luglio 2008  |
| 4  | Hundefutter       | Morte misteriosa     | 8 febbraio 2007   | 28 luglio 2008  |
| 5  | Grenzenlose Liebe | Amore eterno         | 15 febbraio 2007  | 4 agosto 2008   |
| 6  | Die Suche         | La ricerca           | 22 febbraio 2007  | 4 agosto 2008   |
| 7  | Notwehr           | Legittima difesa     | 1º marzo 2007     | 11 agosto 2008  |
| 8  | Tod auf Raten     | La dolce morte       | 8 marzo 2007      | 11 agosto 2008  |
| 9  | Alte Wunden       | Vecchie ferite       | 15 marzo 2007     | 18 agosto 2008  |